# Olympische Sommerspiele 1976/Teilnehmer (Mongolei)
| Gelbes Symbol für Goldmedaillen mit stilisierten Olympischen Ringen | Graues Symbol für Silbermedaillen mit stilisierten Olympischen Ringen | Braundes Symbol für Bronzemedaillen mit stilisierten Olympischen Ringen |
| ------------------------------------------------------------------- | --------------------------------------------------------------------- | ----------------------------------------------------------------------- |
| —                                                                   | 1                                                                     | —                                                                       |

Die Mongolei nahm an den Olympischen Sommerspielen 1976 in Montreal mit einer Delegation von 32 Athleten (30 Männer und 2 Frauen) an 29 Wettkämpfen in fünf Sportarten teil.
Dem Freistilringer Dsewegiin Oidow, der auch Fahnenträger bei der Eröffnungsfeier war, gelang mit der Silbermedaille im Federgewicht der einzige Medaillengewinn. 

## Teilnehmer nach Sportarten

### Bogenschießen
Männer
- Njamtserengiin Bjambasüren
Einzel: 28. Platz

- Tserendordschiin Dagwadordsch
Einzel: 32. Platz

Frauen
- Natdschawyn Dariimaa
Einzel: 22. Platz

- Gombosürengiin Enchtaiwan
Einzel: 24. Platz

### Boxen
- Serdambyn Batsüch
Halbfliegengewicht: im Achtelfinale ausgeschieden

- Rawsalyn Otgonbajar
Federgewicht: in der 1. Runde ausgeschieden

- Chaidawyn Altanchujag
Leichtgewicht: in der 1. Runde ausgeschieden

- Sodnomyn Gombo
Halbweltergewicht: im Achtelfinale ausgeschieden

- Damdindschawyn Bandi
Weltergewicht: in der 1. Runde ausgeschieden

- Daschnjamyn Oldswoi
Halbmittelgewicht: in der 1. Runde ausgeschieden

### Judo
- Bachaawaagiin Bujadaa
Leichtgewicht: im Viertelfinale ausgeschieden

- Schagdaryn Tschanraw
Halbmittelgewicht: im Achtelfinale ausgeschieden

- Gandolgoryn Batsüch
Mittelgewicht: in der 1. Runde ausgeschieden

- Dambadschawyn Tsend-Ajuusch
Halbschwergewicht: im Achtelfinale ausgeschieden

- Güsemiin Dschalaa
Schwergewicht: im Viertelfinale ausgeschieden

### Ringen
- Bjambadschawyn Dschawchlantögs
Papiergewicht, griechisch-römisch: in der 2. Runde ausgeschieden

- Dschamsrangiin Mönch–Otschir
Fliegengewicht, griechisch-römisch: in der 2. Runde ausgeschieden
Fliegengewicht, Freistil: in der 2. Runde ausgeschieden

- Njamyn Dschargalsaichan
Bantamgewicht, griechisch-römisch: in der 2. Runde ausgeschieden

- Dschamtsyn Dawaadschaw
Weltergewicht, griechisch-römisch: in der 2. Runde ausgeschieden

- Gombyn Chischigbaatar
Papiergewicht, Freistil: 4. Platz

- Megdiin Choilogdordsch
Bantamgewicht, Freistil: 6. Platz

- Dsewegiin Oidow
Federgewicht, Freistil: Silber

- Tsedendambyn Natsagdordsch
Leichtgewicht, Freistil: 6. Platz

- Dsewegiin Düwtschin
Weltergewicht, Freistil: in der 2. Runde ausgeschieden

- Tschimidiin Gotschoosüren
Mittelgewicht, Freistil: in der 3. Runde ausgeschieden

- Daschdordschiin Tserentogtoch
Halbschwergewicht, Freistil: in der 2. Runde ausgeschieden

- Chorloogiin Bajanmönch
Schwergewicht, Freistil: 5. Platz

- Doldschingiin Adjaatömör
Superschwergewicht, Freistil: in der 3. Runde ausgeschieden

### Schießen
- Tüdewiin Mjagmardschaw
Freie Pistole 50 m: 26. Platz

- Tserendschawyn Öldsiibajar
Freie Pistole 50 m: 36. Platz

- Mendbajaryn Dschantsanchorloo
Kleinkalibergewehr liegend 50 m: 11. Platz

- Sangidordschiin Adilbisch
Kleinkalibergewehr liegend 50 m: 51. Platz